# Ewaryst Estkowski
Ewaryst Estkowski (ur. 26 października 1820 w Drzązgowie koło Kostrzyna, zm. 15 sierpnia 1856 w Soden, Niemcy) – pedagog, działacz oświatowy.

## Życiorys
Był synem właścicieli gospodarstwa rolnego. Ukończył Seminarium Nauczycielskie w Poznaniu, po czym w latach 1839–1842 podjął pracę nauczyciela w Wojciechowie k. Jarocina. Stąd karnie przeniesiono go do Mikstatu. W 1844 przeniósł się do Poznania, gdzie początkowo pracował jako prywatny nauczyciel. Brał udział w wydarzeniach Wiosny Ludów w 1848, został współzałożycielem oraz członkiem komitetu redakcyjnego Towarzystwa Pedagogicznego Polskiego. Był także członkiem Towarzystwa Literacko-Słowiańskiego. Redagował i wydawał pisma pedagogiczne, m.in. „Elementarzyk”, „Szkoła Polska”, „Szkółka dla dzieci”, „Szkółka dla młodzieży”.
W 1853 udał się w podróż do Niemiec i Francji, gdzie poznał Teofila Lenartowicza, Joachima Lelewela, Adama Mickiewicza i wielu innych. W 1854 przeniósł się z Poznania do Ostrowa, gdzie pracował jako nauczyciel języka polskiego w szkole prywatnej. W 1855 w celach zdrowotnych wyjechał do Ischl, a rok później do Soden, gdzie 15 sierpnia zmarł i został pochowany.
Szczególną uwagę poświęcał nauczaniu elementarnemu, poruszał zagadnienia kształcenia nauczycieli, szkół niedzielnych, szkół realnych, a także oświaty pozaszkolnej. Nauczanie elementarne miało uszlachetniać uczucia, kształcić władze umysłowe, przyswajać uczniowi początki najważniejszych wiadomości.
Był żonaty z Antoniną z Fenrychów, z którą miał dwóch synów: Stefana i Witolda.

## Upamiętnienie
Imię Ewarysta Estkowskiego noszą:
- Społeczna Szkoła Podstawowa nr 1 STO im. Ewarysta Estkowskiego w Łodzi[7].
- Szkoła Podstawowa nr 6 w Bydgoszczy oddana do użytku 16 stycznia 1933, – szkoła już nie istnieje, a jej gmach stanowi kompleks UKW w Bydgoszczy[8].
- Szkoły podstawowe w Kostrzynie[9] (wybudowana w 1962), Wojciechowie[10] i w Mikstacie (woj. wielkopolskie) oraz Szkoła Podstawowa z Oddziałami gimnazjalnymi w Pakości[11] (wcześniej gimnazjum w Pakości[12]).
- Imię Ewarysta Estkowskiego noszą ulice w Gorzowie Wielkopolskim, Jarocinie, Kostrzynie Wielkopolskim, Kępnie, Lesznie, Ostrowie Wielkopolskim, Poznaniu, Środzie Wielkopolskiej, Tychach (Osiedle E) i w Paderborn w Niemczech[13].
- Jego imię nosiła również zlikwidowana w 2011 Szkoła Podstawowa w Kopytowie[14] (pow. bialski, woj. lubelskie).
- W Drzązgowie przed budynkiem szkolnym postawiono mu pomnik.
- Szkoła Podstawowa nr 2 nosiła nazwę Ewarysta Estkowskiego w Ostrowie Wielkopolskim, przekształcona na gimnazjum nr 1. Po wygaszaniu gimnazjum wróciła do starej nazwy[15]
- Szkoła Podstawowa im. Ewarysta Estkowskiego w Wojciechowie